# Carabodes willmanni
Carabodes willmanni är en kvalsterart som beskrevs av Bernini 1975. Carabodes willmanni ingår i släktet Carabodes och familjen Carabodidae. Inga underarter finns listade.